# Кара-Мурза, Алексей Алексеевич
Алексе́й Алексе́евич Кара́-Мурза́ (род. 17 августа 1956, Москва) — российский философ и политолог, политический деятель. Кандидат исторических наук, доктор философских наук.

## Семья
Родился 17 августа 1956 года в Москве. Отец — историк и журналист Алексей Сергеевич Кара-Мурза (1914—1988), мать — инженер-химик Майя Вольдемаровна Кара-Мурза (Бисенек, род. 1933). Младший брат — телеведущий Владимир Кара-Мурза (1959—2019), племянник — журналист и политик Владимир Кара-Мурза (мл.).
Алексей Алексеевич женат (его супруга, Елена Станиславовна Кара-Мурза — лингвист, доцент Московского государственного университета), имеет двоих детей.

## Образование
Окончил историко-филологический факультет Института стран Азии и Африки Московского государственного университета (1973—1978). Аспирантура ИСАА при МГУ (1978—1981). Кандидат исторических наук (1981; тема диссертации «Формирование интеллигенции Заира в колониальный период»). Доктор философских наук (1994; тема диссертации — «Социальная деградация как феномен исторического процесса (проблема „нового варварства“ в философско-историческом контексте)»). Профессор политологии МГУ, председатель Государственной Экзаменационной комиссии по политологии МГУ. Академик Российской академии гуманитарных наук.
|                     |                     |                     |                     |                     |                     |  |  | Сергей Георгиевич (1878—1956) |                     |                     |                     |                     |                     |  |  |                      |                      |                      |                      |                      |                      |  |  |  |  |  |  |  |  |  |  |  |  |  |  |  |  |
|                     |                     |                     |                     |                     |                     |  |  |                               |                     |                     |                     |                     |                     |  |  |                      |                      |                      |                      |                      |                      |  |  |  |  |  |  |  |  |  |  |  |  |  |  |  |  |
|                     |                     |                     |                     |                     |                     |  |  |                               |                     |                     |                     |                     |                     |  |  |                      |                      |                      |                      |                      |                      |  |  |  |  |  |  |  |  |  |  |  |  |  |  |  |  |
| Георгий (1906—1945) | Георгий (1906—1945) | Георгий (1906—1945) | Георгий (1906—1945) | Георгий (1906—1945) | Георгий (1906—1945) |  |  | Алексей (1914—1988)           | Алексей (1914—1988) | Алексей (1914—1988) | Алексей (1914—1988) | Алексей (1914—1988) | Алексей (1914—1988) |  |  |                      |                      |                      |                      |                      |                      |  |  |  |  |  |  |  |  |  |  |  |  |  |  |  |  |
| Георгий (1906—1945) | Георгий (1906—1945) | Георгий (1906—1945) | Георгий (1906—1945) | Георгий (1906—1945) | Георгий (1906—1945) |  |  | Алексей (1914—1988)           | Алексей (1914—1988) | Алексей (1914—1988) | Алексей (1914—1988) | Алексей (1914—1988) | Алексей (1914—1988) |  |  |                      |                      |                      |                      |                      |                      |  |  |  |  |  |  |  |  |  |  |  |  |  |  |  |  |
|                     |                     |                     |                     |                     |                     |  |  |                               |                     |                     |                     |                     |                     |  |  |                      |                      |                      |                      |                      |                      |  |  |  |  |  |  |  |  |  |  |  |  |  |  |  |  |
| Сергей (род. 1939)  | Сергей (род. 1939)  | Сергей (род. 1939)  | Сергей (род. 1939)  | Сергей (род. 1939)  | Сергей (род. 1939)  |  |  | Алексей (род. 1956)           | Алексей (род. 1956) | Алексей (род. 1956) | Алексей (род. 1956) | Алексей (род. 1956) | Алексей (род. 1956) |  |  | Владимир (1959—2019) | Владимир (1959—2019) | Владимир (1959—2019) | Владимир (1959—2019) | Владимир (1959—2019) | Владимир (1959—2019) |  |  |  |  |  |  |  |  |  |  |  |  |  |  |  |  |
| Сергей (род. 1939)  | Сергей (род. 1939)  | Сергей (род. 1939)  | Сергей (род. 1939)  | Сергей (род. 1939)  | Сергей (род. 1939)  |  |  | Алексей (род. 1956)           | Алексей (род. 1956) | Алексей (род. 1956) | Алексей (род. 1956) | Алексей (род. 1956) | Алексей (род. 1956) |  |  | Владимир (1959—2019) | Владимир (1959—2019) | Владимир (1959—2019) | Владимир (1959—2019) | Владимир (1959—2019) | Владимир (1959—2019) |  |  |  |  |  |  |  |  |  |  |  |  |  |  |  |  |
|                     |                     |                     |                     |                     |                     |  |  |                               |                     |                     |                     |                     |                     |  |  | Владимир (род. 1981) |                      |                      |                      |                      |                      |  |  |  |  |  |  |  |  |  |  |  |  |  |  |  |  |

## Научная и общественная работа
Специалист в области политической теории, истории русской политической мысли и либерального реформаторства.
С 1981 года работает в Институте философии Российской Академии наук (ИФ РАН): вначале в секторе истории философии Востока, с 1990 года заведующий созданным им сектором философских проблем этнологии, который занимался вопросами национальной идентичности (в частности, «русской идеи»). С 1995 года заведующий отделом социальной и политической философии ИФ РАН, заведующий сектором философии российской истории. Профессор. Заведующий кафедрой прикладной политологии факультета политологии Государственного университета гуманитарных наук (ГАУГН). Читал лекционные курсы в МГУ, МГИМО, Дипломатической академии МИД РФ, Лингвистическом университете. Под его научным руководством защищено 7 кандидатских диссертаций и более 20 дипломных работ.
В 1990—1991 и 1993 годах стажировался и преподавал в Высшей школе социальных наук в Париже. В 1992 году руководил группой советников по политико-идеологическим вопросам правительства России. С 1992 — директор Центра теоретических исследований российского реформаторства РАН. В 1997—2003 годах избирался старшиной Московского Английского клуба. Член «Суздаль-клуба» с 1993 года.
С 2003 года является Президентом Национального фонда «Русское либеральное наследие». Руководил историко-просветительскими и мемориальными проектами в честь выдающихся либералов России более чем в 40 регионах.
Член Совета Фонда «Либеральная миссия».

## Политическая деятельность
С февраля 1999 года — председатель политсовета движения «Голос России». Во время избирательной кампании по выборам в Государственную думу в 1999 году — ответственный секретарь политсовета блока «Союз правых сил», председатель экспертного совета политсовета СПС. С мая 2000 года — член координационного совета СПС, руководитель рабочей группы по подготовке программных документов СПС. Автор «Российского Либерального Манифеста» — партийной программы «Союза правых сил».
С 2001 — член Федерального политического совета СПС. В 2008 году — член Президиума Федерального политсовета СПС. Председатель комиссии по культурно-просветительской работе. В 2001 году на выборах председателя Федерального политического Совета получил 28 % голосов делегатов съезда (72 % получил Борис Немцов).
Руководитель общепартийного проекта «Либеральное наследие», в рамках которого в российских регионах увековечивается память российских либеральных политических деятелей XIX — начала XX вв.

## Награды
- Медаль Института философии РАН (2016 г.) — за вклад в развитие философии
- Медаль Министерства науки и высшего образования Российской Федерации (2021 г.) — за вклад в реализацию государственной политики в области научно-технологического развития

## Труды
Автор более 20 книг и 200 научных статей, в том числе:
- Реформатор. Русские о Петре I. Опыт аналитической антологии (1993, в соавторстве с Л. В. Поляковым).
- «Новое варварство» как проблема российской цивилизации (1995).
- Между Евразией и Азиопой (1995).
- Большевизм и коммунизм: интерпретации в русской культуре (1996).
- Между «Империей» и «Смутой» (1996).
- Русские о большевизме. Опыт аналитической антологии (1999, в соавторстве с Л. В. Поляковым).
- Как возможна Россия? (1999)
- Знаменитые русские о Риме (2001)
- Знаменитые русские о Венеции (2001)
- Знаменитые русские о Флоренции (2001)
- Знаменитые русские о Неаполе (2002).
- Roma russa (итал. яз.). (2005)
- Venezia russa (итал. яз.). (2005)
- Firenze russa (итал. яз.). (2005)
- Napoli russa (итал. яз.). (2005)
- Интеллектуальные портреты. Очерки о русских политических мыслителях XIX—XX вв. (2006)
- Первый советолог русской эмиграции: Семён Осипович Португейс. (2006)
- Из истории либерализма в Красноярском крае: В. А. Караулов, С. В. Востротин. (2007)
- Крестный путь русского врача и политика: Иван Павлович Алексинский. (2009)
- Свобода и порядок. Из истории русской политической мысли XIX—XX вв. (2009)
- Крестный путь русского врача и политика: Иван Павлович Алексинский. (2009)
- Интеллектуальные портреты. Очерки о русских мыслителях XIX—XX вв. Вып.2. (2010)

Некоторые статьи
- Что такое российское западничество? // Полис, 1993, № 2.
- Либерализм против хаоса // Полис, 1994, № 3.
- Духовно-идеологическая ситуация в современной России: перспективы развития // Полис, 1995, № 4.
- Кризис идентичности в современной России: возможности преодоления // Реформаторские идеи в социальном развитии России. М., 1998.
- Власть, бизнес и гражданское общество // Общественные науки и современность, 2002, № 6.
- Между философской критикой и идеологической апологетикой (об уровнях бытования человеческих идей) // «Вопросы философии», 2023, №2